# 130P/McNaught-Hughes
130P/McNaught-Hughes, komet Jupiterove obitelji. 